# Cystopteris × illinoensis
Cystopteris × illinoensis là một loài dương xỉ trong họ Cystopteridaceae. Loài này được R.C. Moran mô tả khoa học đầu tiên năm 1982.